# Odległość graniczna
Odległość graniczna (także odległość krytyczna, promień krytyczny, promień dobrej zrozumiałości) – odległość od źródła dźwięku umieszczonego w pomieszczeniu, w której moc fali bezpośredniej jest równa mocy fal odbitych.
Dla punktowego, izotropowego źródła dźwięku, działającego w polu rozproszonym, odległość ta wyrażona jest wzorem:
{\displaystyle r=0{,}057{\sqrt {\frac {V}{T}}},}
gdzie:
{\displaystyle V} – kubatura pomieszczenia [m³],
{\displaystyle T} – czas pogłosu [s].
Jeśli w pomieszczeniu umieszczony jest mikrofon w odległości {\displaystyle r} od rejestrowanego źródła, znajdzie się on w tzw. planie normalnym. Odległość właściwą dla innego planu dźwiękowego można obliczyć ze wzoru:
{\displaystyle r=0{,}057{\sqrt {\frac {V\cdot \Gamma }{T}}},}
gdzie:
{\displaystyle \Gamma } – współczynnik perspektywy akustycznej, czyli stosunek energii fali odbitej do energii fali bezpośredniej. Wielkość ta zależy od kierunkowości źródła dźwięku i kierunkowości odbiornika oraz od kształtu pomieszczenia.